# Szervánszky Endre
Szervánszky Endre (Kistétény, 1911. december 27. – Budapest, 1977. június 25.) Erkel- és Kossuth-díjas magyar zeneszerző, zenepedagógus.

## Élete, munkássága
A Zeneakadémián 1922-ben kezdte klarinét tanulmányait, és 1927-ben diplomázott. Több zenekarban játszott, és Olaszországban, Törökországban járt tanulmányúton. 1931-ben ismét beiratkozott a Zeneakadémiára, ezúttal  zeneszerzést tanult Siklós Albertnél. Az oklevelét 1936-ban szerezte meg.
Az 1930-as évek közepétől bekapcsolódott az illegális kommunista mozgalomba, baloldali értelmiségi és művészcsoportok tagja volt. A német megszállás idején üldözött emberek megmentésében vett részt, amit (jóval halála után) posztumusz Világ Igaza kitüntetéssel ismertek el.
1941-ig zeneelméletet tanított több zeneiskolában, majd 1941-től 1948-ig a Nemzeti Zenedében tanított zeneszerzést, zeneelméletet, partitúraolvasást. Ezután – egészen haláláig – a Liszt Ferenc Zeneművészeti Főiskola zeneszerzés tanára volt. Növendéke volt többek között Balassa Sándor, Bogár István, Gárdonyi Zsolt, Huszár Lajos, Lehotka Gábor, Madarász Iván, Sári József, Sáry László és Serei Zsolt. 1945 és 1949 között a Szabad Nép című napilapba írt zenekritikákat. Tagja volt a Magyar Zeneművészek Szövetségének, 1949 és 1956 között az elnökségbe is beválasztották.
Zeneszerzői stílusára először Kodály Zoltán munkássága hatott, ebben az időben születtek Honvéd kantáta (1949) és Zenekari rapszódia című művei, amiért Kossuth-díjat kapott. Második alkotói korszakában egyre inkább Bartók Béla nyomdokain járt, de már a dodekafón (tizenkét fokú, hangnem nélküli) szerkesztésmód is megjelent műveiben, amiben úttörő volt Magyarországon. Ennek az időszaknak volt a termése például a három nagy Petőfi-kórus és a Klarinétszerenád, amiért másodszor is kitüntették a Kossuth-díjjal. Harmadik stíluskorszakára – amit a Concerto József Attila emlékére (1954), a II. vonósnégyes (1957) és a Hat zenekari darab (1959) vezetett be – már főleg a dodekafónia volt a jellemző. A korszak legjelentősebb alkotásai a Variációk zenekarra (1965), a Klarinétverseny, a Hét fuvolaetűd és a Pilinszky János szövegére (Sötét mennyország) írt Requiem című oratórium. Szervánszky jelentős zeneszerző volt, akiről Kroó György ezt írta a József Attila-concerto és a II. vonósnégyes kapcsán: „Bartóknak ezt a magányos, éjféli hangját és a Mandarin halálzenéjét itt folytatja először az utódok zenéje”. A dodekafóniával és a Hat zenekari darabbal kapcsolatban: „Belépett az avantgárd effektus- és színbirodalmának kapuján. […] Ez a kompozíció ütötte az első betömhetetlen rést a régi stílus kapuján.”
Élete vége felé egyre kevesebbet komponált, 1977. június 25-én hunyt el Budapesten.
Öccse, Szervánszky Péter hegedűművész mutatta be Magyarországon Bartók Béla II. hegedűversenyét 1944-ben, bátyja, Szervánszky Jenő festőművész, utóbbi lánya Szervánszky Valéria, 1986 óta Londonban élő zongoraművész.

## Elismerései
- Erkel Ferenc-díj (1953, 1954)
- Kossuth-díj (1951, 1955)
- Érdemes művész (1972)
- Kiváló művész (1977)
- Világ Igaza (posztumusz, 1998)

## Művei
- Népdalszvit (zongorára, négy kézre, 1935)
- I. vonósnégyes (1936–1938)
- Kis szvit (zongorára, 1939)
- Három divertimento (1939, 1942, 1943)
- Húsz kis hegedűduó (1941)
- Szonatina (zongorára, 1941)
- Hegedű–zongoraszonáta (1945)
- Huszonöt hegedűduó (1946)
- Napkeleti mese, táncjáték (1947–1948)
- Vonósszerenád (1947–1948)
- Népdalszvit (1949)
- Honvéd kantáta (1949)
- Tavaszi szél (kantáta, 1950)
- Szerenád klarinétra és zenekarra (1950)
- Szonatina (zongorára, négy kézre, 1950)
- Trió fuvolára, hegedűre és brácsára, 1951
- Nyolc Petőfi-dal (1951)
- Zenekari rapszódia (1951)
- Fuvolaverseny (1952)
- Szonatina fuvolára és zongorára (1952)
- Három Petőfi-kórus (1953)
- I. vonósnégyes (1953)
- Koncert zenekarra (1954)
- Concerto József Attila emlékére (1954)
- Öt koncertetűd szóló fuvolára (1956)
- Szvit két fuvolára (1956)
- Három dal (1956–1957)
- II. vonósnégyes (1957)
- II. fúvósötös (1957)
- Három férfikar (1958)
- Hat zenekari darab (1959)
- Requiem (Pilinszky János szövegére, 1963)
- Variáció zenekarra öt tételben (1964)
- Klarinétverseny (1965)
- Két fuvoladuó (1972)
- Három szent ének (1972)
- Hét fuvolaetűd (1974–1975)
- Az éj (kantáta, 1974–1975)

Filmzenék:
- Megöltek egy leányt (1961)
- Légy jó mindhalálig (1960)
- Akiket a pacsirta elkísér (1959)

## Diszkográfia
- XX. századi magyar kompozíciók szóló fuvolára, HCD 31785 – közreműködő (1999)
- Szerzői cd a Hungaroton millenniumi sorozatában, HCD 31987 – saját (2002)